# مقاطعة لويس (نيويورك)
مقاطعة لويس (بالإنجليزية: Lewis County)‏ هي إحدى المقاطعات في ولاية نيويورك في الولايات المتحدة الأمريكية.

## أعلام
- تشارلز ديان